# Six Flags
A Six Flags Entertainment Corp. é a maior corporação de parques de diversão do mundo, com várias propriedades no México, Estados Unidos e Canadá, sendo a quinta mais popular em termos de público. A empresa mantém 18 propriedades na América do Norte, consistindo de parques temáticos, parques aquáticos e centros de entretenimento para famílias. Em 2009, as propriedades da Six Flags atraíram 23,9 milhões de visitantes.
A empresa foi fundada no Texas e leva o seu nome da sua primeira propriedade, Six Flags Over Texas. A empresa mantém um escritório corporativo em Midtown Manhattan, cidade de Nova Iorque, e sua sede situa-se em Grand Prairie, Texas. Em 13 de junho de 2009, a corporação entrou com um pedido de proteção à falência e saiu com sucesso da reestruturação em 3 de maio de 2010. Em 2 de novembro de 2023, a Six Flags anunciou planos para se fundir com a rival Cedar Fair para criar uma nova empresa também chamada Six Flags.

## História

### Início

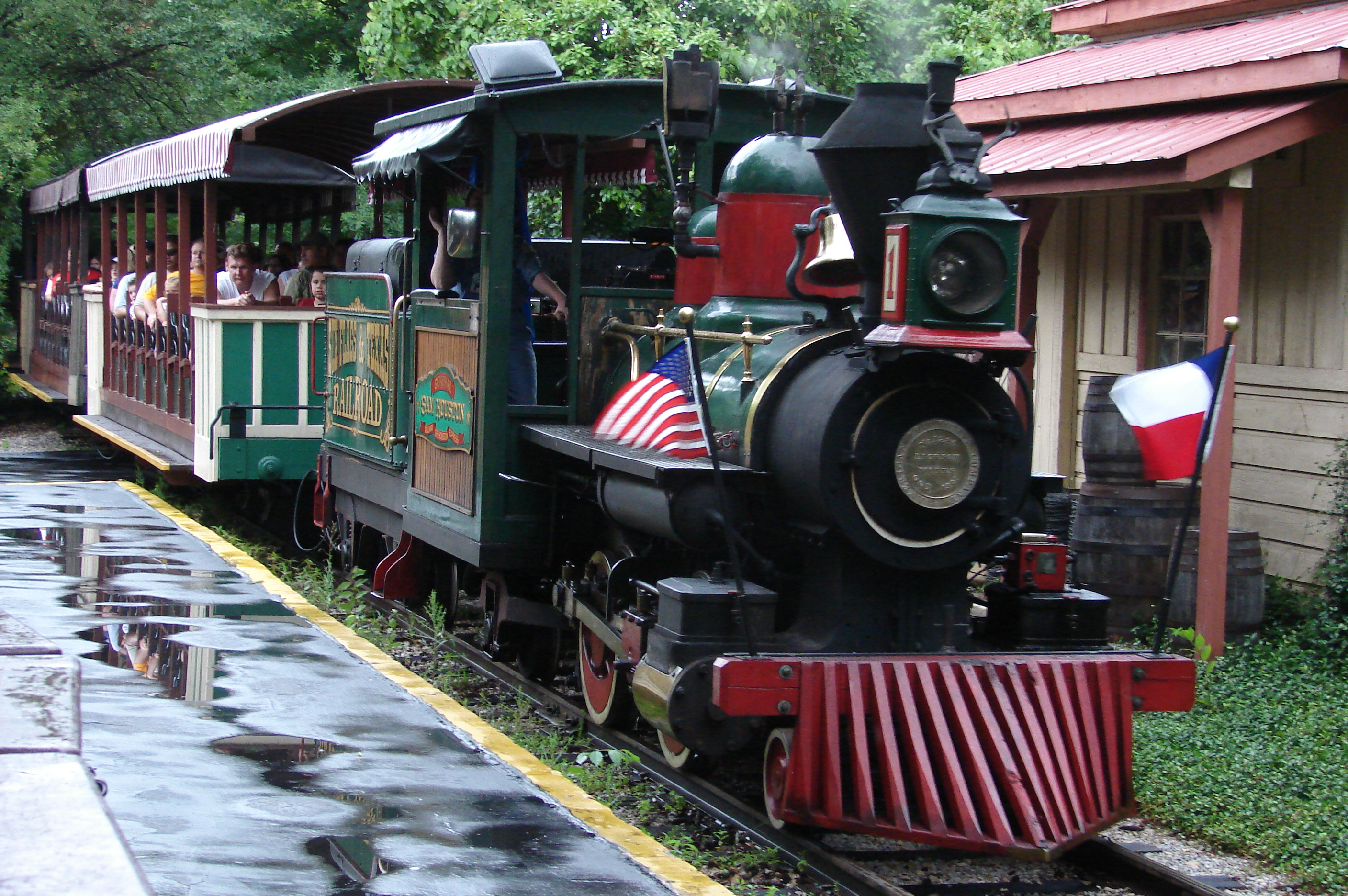
Trem Six Flags original ainda em funcionamento (2007)

O nome da empresa refere-se aos seis diferentes países que governaram o Texas: Espanha, França, México, a República do Texas, os Estados Unidos da América e os Estados Confederados da América. O parque original era (e ainda é) dividido em regiões separadas, como a seção Espanha e México, que contava com construções e atrações temáticas da Espanha.
A rede Six Flags originou-se em 1959 com a criação da The Great Southwest Corporation (A Grande Corporação do Sudoeste) por Angus G. Wynne e outros investidores. A construção do "Six Flags Over Texas" iniciou-se em 1960 e o parque foi aberto no ano seguinte para uma temporada curta de 45 dias. O primeiro parque contava com uma vila nativa americana, uma atração de gôndola, uma ferrovia, alguns shows de Velho Oeste, uma atração de stagecoach, uma "Ilha da Caveira" e uma atração de aventura com tema de piratas. Havia também uma excursão inspirada pelas Expedições La Salle do começo do século XVII, chamada "LaSalle's River Adventure", a bordo de barcos franceses através de selvas cheias de robôs animados. Com o passar do tempo, todas essas atrações, exceto a ferrovia, seria substituídas por outras, como montanhas-russas, atrações tradicionais de parques de diversão, splash bem como uma torre de observação.

### Crescimento e aquisições
O parque original, em Arlington (Texas), foi vendido em 1966 para uma subsidiária da Ferrovia Pennsylvania, que estava à procura de investimentos fora das ferrovias, em um esforço para diversificar suas fontes de receita (Em 1968, a Ferrovia Pennsylvania fundiu-se com a New York Central Railroad para formar a Penn Central). Com os novos proprietários, surgiu uma oferta mais abundante de capital para uma expansão geográfica e mais parques. O Six Flags inaugurou o Six Flags Over Georgia em 1967 e o Six Flags Over Mid-America em 1971, que, juntamente com o Six Flags Over Texas, seriam os únicos três parques que seriam construídos pela empresa.
A empresa continuou a crescer adquirindo parques independentes. O Six Flags comprou o AstroWorld em Houston, Texas, em 1975, o Great Adventure em Jackson (New Jersey) em 1977 e o Magic Mountain em Valencia (Califórnia) em 1979. Essas aquisições foram seguidas pela venda dos parques da Penn Central para a Bally Manufacturing em 1982.
Em 1984, o parque temático Great America em Gurnee, Illinois foi adquirido da rede de hotéis Marriott.
Também em 1984, como resultado de sua aquisição do Great America, o Six Flags adquiriu os direitos dos personagens animados Looney Tunes da Time Warner/Warner Bros. para usar em suas propriedades. A Bally entregou o controle da rede para a Wesray Capital Corporation em uma aquisição em 1987. A Time Warner rapidamente começou a ganhar uma maior participação na empresa, ganhando uma fatia de 19,5% no Six Flags em 1990 e depois 50% em 1991, com o restante das ações da empresa divididas entre o Blackstone Group e a Wertheim Schroder & Company. A Time Warner adquiriu as ações restantes do Six Flags em 1993, trocando o nome da empresa de Six Flags Corp. para Six Flags Theme Parks, Inc.
Em 1966, o Six Flags começou a administrar o parque temático Fiesta Texas em San Antonio, Texas, e adquiriu o parque da USAA em 1998.

### História dos Parques Premier
Os Parques Premier originalmente operaram como o Tierco Group, Inc., uma empresa imobiliária com sede em Oklahoma. A empresa adquiriu o parque temático Frontier City em Oklahoma City em 1982 por US$ 1,2 milhões, embora a Tierco não tivesse intenção de entrar no mercado de parques de diversão. Eles planejavam demoli-lo, subdividir a propriedade e construir um shopping Center. No entanto, devido à superabundância do petróleo na década de 1980 em Oklahoma, os desenvolvedores perderam o interesse em converter o parque em um shopping Center. Em 1984, a Tierco contratouGary Story como um gerente geral do Frontier City e gastou cerca de US$ 13 milhões em melhoramentos no parque. Como novo chefe do Frontier City, ele quadruplicou o público e a receita do parque. Sob sua liderança, duas atrações, um guichê de bilheteria, um escritório de vendas e um minizoológico foram incluídos ao parque. O serviço de alimentação foi melhorado.
Em 1988, a Tierco mudou sua estratégia em relação aos parques de diversão. Ela vendeu a maior parte das suas propriedades na década de 1980, gerando capital para reinvestir no Frontier City. Como este reinvestimento obteve sucesso, mais capital tornou-se disponível, gerando mais crescimento. Em 1991, a Tierco abriu o parque aquático White Water em Oklahoma City, Oklahoma (o nome mais tarde passou a ser White Water Bay). A empresa percebeu que a chave para impulsionar o público de um parque era adicionar novas atrações emocionantes e torná-lo atraente às famílias.
A Tierco adquiriu o Wild World, em Largo, Maryland, que enfrentava problemas financeiros, em 1992 e mais tarde trocou o nome do parque para Adventure World. Com um investimento de US$ 500 mil, a Tierco expandiu a seção infantil da seção Wild World e remodelou suas construções para dar ao parque um ambiente tropical. Story foi promovido para vice-Presidente executivo após a aquisição do Wild World. Em 1994, ele foi promovido novamente a Presidente e chief operating officer (COO). Mais atrações e duas montanhas-russas foram incluídas no parque.
Como a Tierco estava a caminho de se tornar um operador regional "premier" de parques temáticos , em 1994 ela trocou seu nome para Premier Parks. Kieran E. Burke, CEO, afirmou que o novo nome significava o início de uma nova era para a empresa.
Na segunda metade da década de 1990, a Premier acelerou sua expansão. Em 1995, a empresa adquiriu as seguintes propriedades da Funtime Parks: Geauga Lake próximo a Cleveland, Ohio, Wyandot Lake em Powell, Ohio, Darien Lake próximo a Buffalo, New York e Lake Compounce em Bristol, Connecticut. Em 1996, a Premier aumentou seu portifólio, adquirindo o Elitch Gardens em Denver, os parques aquáticos  Waterworld USA em Sacramento e Concord, Califórnia, Riverside Park próximo a Springfield, Massachusetts, e o Great Escape and Splashwater Kingdom em Lake George, New York. A Premier imediatamente vendeu o parque Lake Compounce à Kennywood, na Pennsylvania.
O Geauga Lake, Wyandot Lake e Adventure World incluíam parques aquáticos, enquanto o Frontier City era vizinho de um que exigia ingresso separado. O Riverside incluiu um parque aquático pouco antes de ser vendido. Os Premier Parks, em 1995 e 1996, incluíram parques aquáticos ao Darien Lake, Lake Compounce (imediatamente antes da venda para a Kennywood), Elitch Gardens e Great Escape.
A Premier veio a público em 1996 e captou quase US$ 70 milhões em uma oferta inicial a US$ 18 por ação. A empresa planejava usar o dinheiro para expandir seus dez parques e adquirir outros. Em 1997, a Premier adquiriu o Kentucky Kingdom em Louisville, Kentucky, e o Marine World próximo a San Francisco. Uma segunda oferta pública, a US$ 29 por ação, captou mais US$ 2 milhões. Um parque aquático foi incluído ao Kentucky Kingdom em 1998.
Quase 8,8 milhões de pessoas visitaram os parques da Premier em 1996.
A Premier incluiu atrações de parques de diversão e montanhas-russas ao Marine World em 1998.

### Aquisição do Six Flags pela Premier Parks
A Six Flags Theme Parks foi adquirida em 1 de abril de 1998 da Time Warner pela Premier Parks por US$ 1,86 bilhões. A Premier começou a usar o nome Six Flags em vários parques menores que a empresa já possuía: Darien Lake, Elitch Gardens, Kentucky Kingdom e Adventure World.
EM 1999, a Premier Parks adquiriu o Warner Bros. Movie World Germany e o Warner Bros. Movie World Madrid da Warner Bros.. Como parte da aquisição, a Premier Parks teve a oportunidade de abrir mais parques temáticos europeus com a marca Warner Bros. Movie World branding. O Warner Bros. Movie World em Gold Coast, Austrália, não fazia parte do acordo. A Premier Parks também oteve direitos de uso da marca Warner Bros. na Europa e América Latina, além dos direitos existentes para os Estados Unidos e Canadá.
Em 2000, a Premier Parks assumiu o nome Six Flags Theme Parks e continuou a renomear seus parques, incluindo o parque Geauga Lake para Six Flags Ohio. O Six Flags começou uma expansão vigorosa, tentando se expandir internacionalmente, adquirindo várias propriedades nos Estados Unidos, além da rede Walibi e do antigo parque belga Bellewaerde na Europa, La Ronde no Canadá e Reino Aventura no México. Três desses parques foram renomeados como parques Six Flags: o Walibi Flevo tornou-se Six Flags Holland, o Walibi Wavre tornou-se Six Flags Belgium e o Reino Aventura tornou-se Six Flags Mexico.
Em 2001, o Six Flags adquiriu o antigo SeaWorld Ohio da Anheuser-Busch, fundiu-o com o vizinho Six Flags Ohio e renomeou o novo parque como Six Flags Worlds of Adventure. O parque foi posicionado para competir com o Cedar Point no norte de Ohio.

### Venda de ativos e revolta dos acionistas
Em 2004, o Six Flags começou a fechar e vender propriedades em um esforço para ajudar a aliviar as suas dívidas crescentes. Em 10 de março, o Six Flags vendeu seus parques europeus, com a exceção do parque Movie World em Madrid, Espanha, para o Star Parks Group. O parque de Madrid foi revendido para a Time Warner e renomeado como "Parque Warner Madrid". Em abril, o Six Flags reconheceu que o investimento exigido para manter o Worlds of Adventure competitivo com o Cedar Point seria muito grande, levando o parque a ser vendido para a Cedar Fair. Essas vendas originaram US$ 345 milhões em um esforço para aliviar a grande dívida do Six Flags.
Em 2005, o Six Flags encarou ainda mais crises. Alguns dos maiores investidores da empresa, como a Cascade Investments de Bill Gates (que possuía cerca de 11% do Six Flags) e o Red Zone de Daniel Snyder (que possuía 12%) exigiram mudanças. Em 17 de agosto de 2005, o Red Zone iniciou uma batalha de proxy para ganhar controle do Conselho de Diretores do Six Flags. Em 29 de agosto, o Six Flags New Orleans foi severamente danificado pelo Furacão Katrina.
Em 12 de setembro, o Diretor Executivo do Six Flags, Kieran Burke, anunciou que o Six Flags AstroWorld seria fechado e demolido no final da temporada 2005. A empresa citou motivos como a performance do parque e problemas com o estacionamento, envolvendo o estádio do time de futebol americano Houston Texans e o Houston Livestock Show and Rodeo, que aumentaram o valor estimado da propriedade do parque. Os executivos da empresa esperavam receber mais de US$ 150 milhões pelo terreno, mas terminaram recebendo US$ 77 milhões pela propriedade (que gerou um custo de US$ 20 milhões para limpá-lo) quando ela foi vendida a uma corporação em 2006.
Em 22 de novembro, a Red Zone anunciou que ganhou o controle do conselho. Kieran Burke foi destituído em 14 de dezembro e substituído por Mark Shapiro, ex-Vice-Presidente Executivo da Programação da ESPN. O Six Flags nomeou  o ex-Deputado Jack Kemp, o magnata do entretenimento Harvey Weinstein e Michael Kassan, ex-Presidente da Interpublic Group of Companies Incorporated, para o novo Conselho de Diretores.
Mesmo com a nova equipe de administração, as vendas continuariam em 2006. Em 27 de janeiro, o Six Flags anunciou a venda do Frontier Cuty e do White Water Bay após a temporada de 2006. Na mesma época, o Six Flags anunciou que fecharia os escritórios corporativos em Oklahoma City, mudando sua sede para a cidade de Nova Iorque. O CEO do Six Flags Mark Shapiro afirmou que ele esperava que os parques continuasssem a funcionar após serem vendidos, algo que a empresa aprendeu após um problema de relações públicas com o fechamento do AstroWorld. Em junho, o Six Flags anunciou que estava considerando a possibilidade de fechar ou vender seis de seus parques, incluindo o Elitch Gardens, Darien Lake, WaterWorld em Concord, California, Wild Waves and Enchanted Village em Federal Way, Washington, Splashtown em Houston, Texas e, principalmente, Six Flags Magic Mountain. Além disso, o Six Flags anunciou a venda do Wyandot Lake em Powell, Ohio, para o vizinho Columbus Zoo and Aquarium. Após essas vendas, o Six Flags Magic Mountain foi mantido, com os seis parques restantes vendidos em 11 de janeiro de 2007 ao CNL Lifestyle Properties por US$ 312 milhões, US$ 275 milhões em caixa e um título de US$ 37 milhões.

### Falência
O fluxo de caixa da empresa diminuiu para mais de 120 milhões de dólares anuais durante a gestão de Shapiro, sendo que em outubro de 2008 o Six Flags recebeu o aviso de que o valor de suas ações haviam caído abaixo do limite mínimo exigido para mantê-las listadas na Bolsa de Valores de Nova Iorque. Com a crise financeira mundial de 2008-2009 retraindo o consumo e diminuindo o acesso ao crédito, acreditava-se que o Six Flags não seria capaz de fazer um pagamento aos acionistas preferenciais em agosto de 2009. A administração viu os negócios melhorarem, observando que o público nos parques da empresa aumentou levemente em 2008 comparando com 2007. O CEO do Six Flags Mark Shapiro afirmou que o problema da empresa era o público decrescente e o fluxo de caixa criado pelas iniciativas da nova administração. Se o problema não fosse resolvido, a empresa alertou em seu relatório anual de 2008 que a situação exigiria a sua entrada no capítulo 11 da lei de falências, com o Six Flags já tendo avisado seu Conselho sobre isso. A empresa afirmou na época que esperava que os negócios continuassem normalmente no caso dessa entrada no capítulo 11, embora um analista acreditasse que o público nos parques da empresa diminuiria em 6%, sugerindo que os pais seriam lenientes em deixar seus filhos andarem em montanhas-russas operadas por uma empresa em falência. Em abril de 2009, a Bolsa de Valores de Nova Iorque anunciou que deslistaria as ações do Six Flags em 20 de abril, uma decisão que a empresa não pretendia tomar. Em 1 de junho de 2009, o Six Flags anunciou que adiaria o pagamento de US$ 15 milhões de sua dívida usando um período de carência de 30 dias. Menos de duas semanas mais tarde, em 13 de junho, a firma entrou no capítulo 11 da proteção à falência, mas emitiu um anúncio de que o parque continuaria a funcionar normalmente enquanto a empresa se reestruturasse. Em 21 de agosto de 2009, o plano de reestruturação do Six Flags foi anunciando, sendo que os credores passariam a controlar 92% da empresa em troca do cancelamento de uma dívida de US$ 1,13 bilhões.
Um componente da reestruturação era a negociação de um novo acordo de empréstimo com o Kentucky State Fair Board, que possuía a maior parte do terreno e atrações do Six Flags Kentucky Kingdom. O Six Flags solicitou a renúncia de nove anos do pagamento de aluguel de seu acordo de empréstimo na época, em troca de cessão dos lucros das operações do parque. Quando parecia que a oferta seria rejeitada, o Six Flags anunciou em fevereiro de 2010 que não reabriria o parque. No entanto, o Kentucky State Fair Board afirmou na época que eles ainda estavam abertos à negociação de um acordo revisado de empréstimo.
Em 28 de abril de 2010, os credores da empresa obtiveram um acordo sobre um plano de reestruturação. Alguns credores mais novos, incluindo os fundos de hedge Stark Investments e a Pentwater Capital Management, assumiram o controle da empresa, enquanto os credores mais antigos foram pagos em dinheiro. Apesar das objeções de algumas partes que permaneciam sem ganhar nada, o Juiz do caso da falência aprovou o plano em 30 de abril de 2010. Como parte do acordo, o Presidente do Conselho Dan Snyder foi removido, enquanto o CEO Mark Shapiro ainda permaneceu brevemente em seu cargo.

### Saída da falência
O Six Flags saiu oficialmente da proteção à falência como Six Flags Entertainment Corp. em 3 de maio de 2010 e anunciou planos de emitir novas ações na Bolsa de Valores de Nova Iorque. Em meio a suspeitas de divergências com o conselho sobre o futuro da empresa, Shapiro deixou a companhia e Al Weber, Jr. foi nomeado Presidente e CEO interino. A empresa anunciou que sua sede corporativa seria transferida da cidade de Nova Iorque para Grand Prairie, Texas.

### 2010 - Presente
O Six Flags anunciou que Jim Reid-Anderson substituiria Weber e tornar-se-ia Presidente do Conselho, Presidente e CEO em 13 de agosto de 2010.
Em 1 de outubro de 2012, Al Weber, Jr.se aposentou como Chief Operating Officer e o cargo ficou vago.

## Esforços de marketing
Inicialmente, os parques Six Flags preparavam campanhas separadas de marketing para cada parque, algumas vezes com temas especiais (como o 25º aniversário do Six Flags Great America e o 35º aniversário do Six Flags Over Georgia em 2002).

### Comerciais de TV
Em 2004, o Six Flags começou uma série de comerciais sobre todos os parques. Os comerciais eram famosos por um novo mascote, o "Mr. Six", um senhor velho de smoking e gravata borboleta vermelha. Em muitos dos comerciais, o Mr. Six saía lentamente de um ônibus multicolorido e começava a dançar freneticamente a música "We Like to Party" dos Vengaboys. Os comerciais foram um hit imediato e o Mr. Six quase instantaneamente se tornou o mascote oficial, embora ele inicialmente tenha se aposentado após a temporada 2005. Esses anúncios foram amplamente parodiados na internet, com rostos de outros memes da internet sendo sobrepostos sobre o rosto do Mr. Six.
De 2008 a 2010, os anúncios de TV do Six Flags possuíam um a "Fun-O-Meter" (medidor de diversão) no qual no começo do anúncio mostrava-se algo tedioso ou embaraçoso e um rosto de um homem que julgava-o "One Flag!" (Uma bandeira!) ou às vezes "Two Flags!" (Duas bandeiras!). Então montanhas-russas e atrações do Six Flags eram mostradas e ele dizia "Six Flags, More Flags, More Fun!" (Six Flags, mais bandeiras, mais diversão!). No entanto, o sotaque forte do homem asiático nos comerciais originais geraram críticas de que ele era uma caricatura ofensiva. Em 2009, o Mr. Six voltou da aposentadoria e substituiu o homem asiático nos anúncios do Six Flags, ainda usando o Fun-O-Meter. Desde 2011, os anúncios de TV do Six Flags tiveram um novo slogan "Go Big! Go Six Flags!" para seus parques temáticos.

### Licenciamento de outras marcas e empresas
O Six Flags licenciou seu nome e as criações de seus parques temáticos para outras empresas, que usou esses ativos para criar produtos licenciados. Um desses exemplos é o jogo de simulação de parques temáticos Roller Coaster Tycoon 2, que contava com recriações dos parques e atrações do Six Flags que poderiam ser expandidos e operados à vontade pelo jogador. O Six Flags também firmou uma parceria com a Brash Entertainment para criar um jogo para vídeo game chamado Six Flags Fun Park. Ele permite ao jogador explorar as áreas temáticas e minijogos representativos de uma visita a um parque Six Flags. No jogo, os jogadores recebem missões que os encorajam a explorar o universo do parque. Após a criação de um personagem customizado único, os usuários do Six Flags Fun Park ganham prêmios e competem com outros jogadores em 40 minijogos. Embora o jogo seja chamado de Six Flags Fun Park, ele carece de qualquer grande referência ao Six Flags. Isto levou algumas pessoas a especularem que o jogo foi criado e depois os direitos do nome foram vendidos como uma forma de pagar o desenvolvimento do jogo.
Em anos recentes, o Six Flags criou parcerias estratégicas com outras empresas para apresentar seus produtos dentro dos parques. Em 30 de março de 2006, o Six Flags anunciou que somente venderia as pizzas do Papa John's em seus parques. Por sua vez, o Six Flags receberia um patrocínio anual e oportunidades promocionais da Papa John's, apesar de os detalhes financeiros do acordo não terem sido reveleados. No entanto, na temporada 2011, ele foi substituído por outra marca de pizza. Outros parceiros recentes foram Cold Stone Creamery, Johnny Rockets, Tyson Foods (frango), Chrysler e Nintendo, que incluiu estações de testes em alguns parques para exibir seu console Wii.
No final de 2010, o Six Flags começou o processo de remover temas licenciados das atrações. Eles terminaram com as licenças de Thomas the Tank Engine, The Wiggles, Tony Hawk, Evel Knievel e Exterminador do Futuro.

### Outros ativos
Em 19 de junho de 2007, o Six Flags anunciou que adquiriu 40% da Dick Clark Productions, que possui os direitos da American Bandstand e outros shows e produções.
Em junho de 2012, Jim Reid-Anderson afirmou que a empresa venderia sua participação na Dick Clark Productions.

## Propriedades atuais

### Parques de diversão
| Nome                        | Localização              | Ano de abertura | Ano de aquisição | Notas |
| --------------------------- | ------------------------ | --------------- | ---------------- | --- |
| Great Escape                | Queensbury, New York     | 1954            | 1996             | Adquirido no acordo com a Premier Parks. |
| La Ronde                    | Montreal, Quebec, Canadá | 1967            | 2001             | Adquirido da cidade de Montreal. |
| Six Flags America           | Mitchellville, Maryland  | 1973            | 1992             | Adquirido no acordo com a Premier Parks. Antigamente conhecido como Adventure World.                                                                                                |
| Six Flags Discovery Kingdom | Vallejo, Califórnia      | 1968            | 1997             | Adquirido no acordo com a Premier Parks. Inicialmente renomeado como Six Flags Marine World, ele recebeu seu nome atual em 2007.                                                    |
| Six Flags Fiesta Texas      | San Antonio, Texas       | 1992            | 1998             | Originalmente propriedade da USAA e administrado pela Gaylord Entertainment em 1992-1995. O Six Flags tomou a administração do parque em 1996 e o parque foi comprado em 1998.      |
| Six Flags Great Adventure   | Jackson (Nova Jersey)    | 1974            | 1977             | Six Flags Wild Safari agora faz parte do parque, tornando o Great Adventure o maior parque temático do mundo.                                                                       |
| Six Flags Great America     | Gurnee, Illinois         | 1976            | 1984             | Adquirido da Marriott. |
| Six Flags Magic Mountain    | Valencia (Califórnia)    | 1971            | 1979             | Adquirido da Newhall Land and Farming Company. |
| Six Flags México            | Cidade do México, México | 1982            | 1999             | Adquirido do Reino Aventura |
| Six Flags New England       | Agawam, Massachusetts    | 1870            | 1997             | Adquirido no acordo com a Premier Parks. |
| Six Flags Over Georgia      | Austell, Geórgia         | 1967            | N/A              | Como o Six Flags Over Texas, o parque é possuído por uma parceria limitada e é administrado pelo Six Flags.                                                                         |
| Six Flags Over Texas        | Arlington (Texas)        | 1961            | N/A              | O primeiro parque Six Flags. O parque é possuído por uma parceria limitada e é administrado pelo Six Flags.                                                                         |
| Six Flags St. Louis         | Eureka (Missouri)        | 1971            | N/A              | Último parque construído pelo Six Flags. Originalmente aberto como Six Flags Over Mid-America (o nome foi mudado em1996). O único parque que é propriedade totalmente do Six Flags. |

### Parques aquáticos

#### Ao ar livre

##### Incluído no ingresso
| Nome                       | Localização             | Ano de abertura | Ano de aquisição | Notas |
| -------------------------- | ----------------------- | --------------- | ---------------- | --- |
| Six Flags Hurricane Harbor | Mitchellville, Maryland | 1982            | 1992             | Localizado dentro do Six Flags America.                                                                         |
| Six Flags Hurricane Harbor | Gurnee, Illinois        | 2005            | N/A              | Localizado no Six Flags Great America. Os visitantes sem um passe anual devem pagar uma taxa extra para entrar. |
| Six Flags Hurricane Harbor | Agawam, Massachusetts   | 1997            | 1998             | Localizado no Six Flags New England.                                                                            |
| Six Flags Hurricane Harbor | Austell, Geórgia        | 2014            | N/A              | Localizado no Six Flags Over Georgia.                                                                           |
| Six Flags Hurricane Harbor | Eureka (Missouri)       | 1999            | N/A              | Localizado no Six Flags St. Louis.                                                                              |
| Splashwater Kingdom        | Queensbury, New York    | 1995            | 1996             | Localizado no Great Escape.                                                                                     |
| White Water Bay            | San Antonio, Texas      | 1992            | 1998             | Localizado no Six Flags Fiesta Texas.                                                                           |

##### Propriedades com ingresso separado
| Nome                       | Localização           | Ano de abertura | Ano de aquisição | Notas                                                                  |
| -------------------------- | --------------------- | --------------- | ---------------- | ---------------------------------------------------------------------- |
| Six Flags Hurricane Harbor | Valencia (Califórnia) | 1995            | N/A              | Localizado ao lado do Six Flags Magic Mountain.                        |
| Six Flags Hurricane Harbor | Arlington (Texas)     | 1983            | 1995             | Adquirido do Wet 'n Wild. Localiza-se ao lado do Six Flags Over Texas. |
| Six Flags Hurricane Harbor | Jackson (Nova Jersey) | 2000            | N/A              | Localiza-se ao lado do Six Flags Great Adventure.                      |
| Six Flags White Water      | Marietta, Geórgia     | 1983            | 1999             | Localiza-se a cerca de 24 km do Six Flags Over Georgia.                |

#### Em espaço fechado
| Nome            | Localização          | Ano de abertura | Ano de aquisição | Notas                                                        |
| --------------- | -------------------- | --------------- | ---------------- | ------------------------------------------------------------ |
| White Water Bay | Queensbury, New York | 2006            | N/A              | Localiza-se em frente do Great Escape. Ele inclui um resort. |

## Antigas propriedades
Essas propriedades estão listadas em ordem alfabética pelo nome final do parque enquanto estava sob o controle do Six Flags.
| Parque                           | Localização             | Ano de abertura | Ano de fechamento/venda | Notas |
| -------------------------------- | ----------------------- | --------------- | ----------------------- | --- |
| American Adventures              | Marietta, Geórgia       | 1990            | 2008                    | Este parque localizava-se ao lado do Six Flags White Water e era voltado para famílias com crianças pequenas. Ele foi adquirido pela Zuma Holdings em 2008 e foi fechado permanentemente em 2010. |
| Bellewaerde                      | Ypres, Bélgica          | 1954            | 2004                    | Este parque foi adquirido em 1998. A propriedade foi vendida e permanece em operação sob nova administração. |
| Frontier City                    | Oklahoma City, Oklahoma | 1958            | 2007                    | Este parque era propriedade da Premier Parks quando foi adquirido pela rede Six Flags. Ele foi vendido ao PARC Management em 2007. |
| Movieland Wax Museum             | Buena Park, Califórnia  | 1962            | 1985                    | Adquirido em 1970, este museu de cera vendeu todas as suas propriedades e transferiu muitos de seus cenários e figuras de cera para a Califórnia, mas vendeu as roupas e os adereços originais para a American Musical Academy of Arts Association. It was eventually closed in 2005. |
| Six Flags AstroWorld             | Houston (Texas)         | 1968            | 2005                    | O AstroWorld foi adquirido em 1974. O parque foi vendido e demolido em 2006. |
| Six Flags Atlantis               | Hollywood (Flórida)     | 1982            | 1989                    | Este parque aquático foi adquirido em 1984. A propriedade foi vendida e posteriormente demolida em 1994. |
| Six Flags AutoWorld              | Flint (Michigan)        | 1984            | 1985                    | Este local de entretenimento foi fechado e as instalações foram demolidas. |
| Six Flags Belgium                | Wavre, Bélgica          | 1975            | 2004                    | As propriedades do Walibi foram adquiridas em 1998. O parque permanece aberto sob nova administração. |
| Six Flags Darien Lake            | Corfu, New York         | 1964            | 2007                    | Este parque foi adquirido pela Premier Parks em 1995. Ele foi vendido para a PARC Management em 2007. |
| Six Flags Elitch Gardens         | Denver, Colorado        | 1890            | 2007                    | Este parque era propriedade da Premier Parks quando foi adquirido pela rede Six Flags. Ele foi vendido para a PARC Management em 2007. |
| Six Flags Holland                | Biddinghuizen, Holanda  | 1971            | 2004                    | Como as outras propriedades da Walibi, o antigo Walibi Flevo foi adquirido em 1998. Ele permanece aberto sob nova administração. |
| Six Flags Kentucky Kingdom       | Louisville (Kentucky)   | 1987            | 2010                    | Construído inicialmente por investidores locais. Este parque inclui o parque aquático Six Flags Splashwater Kingdom, que abriu em 1992. Em fevereiro de 2010, o Six Flags anunciou que fecharia o parque devido a uma disputa com o Kentucky State Fair Board, do qual o Six Flags arrendou grande parte do terreno e atrações do parque. |
| Six Flags New Orleans            | New Orleans, Louisiana  | 2000            | 2005                    | Originalmente aberto como Hazzland, este parque foi renomeado em 2003. Ele foi fechado após danos severos do Furacão Katrina em 2005. A cidade de New Orleans processou o Six Flags em 2009 por não reabrir o parque e por não fazer os pagamentos exigidos de um empréstimo. O local foi transferido para a cidade junto com um pagamento em dinheiro. Em 2011, a cidade tinha planos de leiloar o local e todas as atrações e equipamentos remanescentes.                  |
| Six Flags Power Plant            | Baltimore, Maryland     | 1985            | 1989                    | Localizado no distrito Inner Harbor de Baltimore, o local deste parque de diversão foi reestruturado com novos Hard Rock Cafe, Barnes & Noble, Gold's Gym (fechado em 2010) e o primeiro ESPN Zone do mundo (fechado em 2010). Esta foi a segunda tentativa do Six Flags de fazer um parque de diversão em um prédio fechado após o AutoWorld. Ele obteve um pouco mais de sucesso, mas também foi fechado posteriormente.                                                   |
| Six Flags SplashTown             | Houston, Texas          | 1984            | 2007                    | Este parque aquático foi vendido para a PARC Management em 2007. |
| Six Flags Stars Hall of Fame     | Orlando, Flórida        | 1975            | 1984                    | Este museu de cera localizava-se próximo ao SeaWorld Orlando. Como o SeaWorld, ele foi adquirido por Harcourt Brace Jovanovich, mas foi fechado quase imediatamente após a venda. |
| Six Flags Waterworld             | Concord, Califórnia     | 1995            | 2007                    | Este parque aquático foi adquirido pela Premier Parks antes de sua compra pelo Six Flags. Ele foi vendido para a PARC Management em 2007. |
| Six Flags Waterworld             | Houston, Texas          | 1983            | 2005                    | Este parque aquático era vizinho ao Six Flags AstroWorld. O parque foi vendido e demolido. |
| Six Flags Waterworld             | Sacramento (Califórnia) | 1986            | 2007                    | Este parque aquático foi adquirido pela Premier Parks antes de sua compra pelo Six Flags. O Six Flags anunciou que não renovaria o arrendamento dos parques com a Cal Expo no final da temporada 2006. A Raging Waters tomou a operação antes da temporada 2007. |
| Six Flags Worlds of Adventure    | Aurora (Ohio)           | 1887            | 2004                    | O Lago Geauga foi adquirido pela Premier Parks em 1995 antes de sua compra da rede inteira do Six Flags. Chamado de Six Flags Ohio para sua temporada de abertura, ele foi renomeado para Six Flags Worlds of Adventure quando o Six Flags anexou o parque marinho SeaWorld Ohio ao lado em 2001. Após alguns anos, a propriedade inteira foi vendida para a concorrente Cedar Fair. O parque foi fechado após a temporada 2007, mas o parque aquático continua funcionando. |
| Warner Bros. Movie World Germany | Bottrop, Alemanha       | 1967            | 2004                    | Este parque foi adquirido em 1998. Ele foi vendido, com a maioria dos outros parques europeus, em 2005. |
| Warner Bros. Park Madrid         | Madrid, Espanha         | 2001            | 2004                    | Este parque foi construído em uma parceria, para ser administrado pelo Six Flags. Ele foi revendido para a Warner Bros. ao contrários dos outros parques europeus do Six Flags. |
| Walibi Aquitaine                 | Bordeaux, França        | 1992            | 2004                    | As propriedades da Walibi foram adquiridas em 1998. O parque permanece aberto sob nova administração. |
| Walibi Lorraine                  | Metz, França            | 1989            | 2004                    | As propriedades da Walibi foram adquiridas em 1998. O parque permanece aberto sob nova administração. |
| Walibi Rhône-Alpes               | Lyon, França            | 1979            | 2004                    | As propriedades da Walibi foram adquiridas em 1998. O parque permanece aberto sob nova administração. |
| White Water Bay                  | Oklahoma City, Oklahoma | 1981            | 2007                    | Este parque aquático foi vendido para a PARC Management em 2007. |
| Wild Waves and Enchanted Village | Federal Way, Washington | 1977            | 2007                    | Esta combinação de parque aquático com parque de diversão foi vendida em 2007 e permanece aberta. |
| Wyandot Lake                     | Columbus (Ohio)         | 1896            | 2006                    | A propriedade foi vendida para o vizinho Columbus Zoo and Aquarium em 2006. O parque reabriu sob a administração do zoológico em 26 de maio de 2008 como Zoombezi Bay. |